# Nadim Makdisi
Nadim Makdisi (* 1921 in New York City; † 1. September 2007 ebenda) war ein US-amerikanisch-libanesischer Journalist und Herausgeber.
Er war der Sohn von Anis Makdisi, AUB-Professor, und Selma Khoury. Er studierte an der Amerikanischen Universität Beirut (AUB), an der Columbia University und der American University, wo er ein Doktorat in Massenkommunikation erlangte. Er arbeitete für den Christian Science Monitor, BBC, TeleLiban im Libanon. Er schuf ein neues Magazin Alam Attijara, eines der ersten Wirtschaftsmagazine in der arabischen Welt. Er war mit seinem Bruder Samir Makdisi, einem ehemaligen Minister im Libanon, Gründer des Anis Makdisi Programmes, welches zu Ehren seines Vaters an der AUB eingerichtet wurde. Er wurde in Saint Alban Church in Washington am 8. September beigesetzt.